# Cassidulinitella
Cassidulinitella es un género de foraminífero bentónico considerado un sinónimo posterior de Globocassidulina de la subfamilia Cassidulininae, de la familia Cassidulinidae, de la superfamilia Cassidulinoidea, del suborden Buliminina y del orden Buliminida. Su especie tipo era Cassidulinitella salebrosa. Su rango cronoestratigráfico abarca el Holoceno.

## Discusión
Clasificaciones previas incluían Cassidulinitella en el suborden Rotaliina del orden Rotaliida.

## Clasificación
Cassidulinitella incluía a la siguiente especie:
- Cassidulinitella salebrosa